# المعطن (إب)

تعديل مصدري - تعديل

المعطن هي إحدى قرى عزلة بلادشار بمديرية إب التابعة لمحافظة إب، بلغ تعداد سكانها 165 نسمة حسب تعداد اليمن لعام 2004.